# Acta Apostolicae Sedis
Acta Apostolicae Sedis, AAS (с лат. — «Акты Апостольского Престола») — официальный бюллетень Святого Престола. Выходит нерегулярно, примерно двенадцать раз в год.

## История
Учреждён декретом папы римского Пия X Promulgandi Pontificias Constitutiones (29 сентября 1908 года), издание началось в январе 1909 года. Содержит все основные декреты, энциклики, решения римских конгрегаций и уведомления о церковных назначениях. Датой принятия законов считается дата их публикации в AAS, а вступают они в силу через три месяца после публикации, если в самом законе не указано иное.
AAS заменил аналогичный бюллетень, который выпускался с 1865 года под названием «Acta Sanctae Sedis». Хотя бюллетень «Acta Sanctae Sedis» не имел статуса официального места публикации законов Святого Престола, фактически он обладал таким статусом с 23 мая 1904 года, когда было объявлено, что тексты документов, напечатанные здесь, являются «аутентичными и официальными». Издание «Acta Sanctae Sedis» было прекращено в 1908 году.
С 1929 года AAS имеет приложение «Supplemento per le leggi e disposizioni dello Stato della Città del Vaticano» на итальянском языке, в котором печатаются законы и постановления Ватикана — города-государства, основанного в том же году. В соответствии с параграфом 2 «Закона об источниках права» (итал. Legge sulle fonti del diritto) от 7 июня 1929 года, законы государства обнародуются посредством публикации в этом приложении.
В правление Бенедикта XVI архивы выпусков ASS и AAS начиная с 1865 года были оцифрованы и выложены в открытом доступе на официальном сайте Ватикана.